# Llista de sistemes de so fílmics
La següent és una llista de sistemes sonors de pel·lícula.

## Explicació
- L'any que apareix pot representar una patent o altra fita del desenvolupament en lloc que el primer ús en públic.
- Tecnològicament els sistemes idèntics poden haver estat promoguts sota diferents noms comercials per entitats comercials diferents.
- El nombre aproximat de pel·lícules acreditades a cada sistema és agafat de la Internet Movie Database.

## Sistemes de so
| Any  | Nom                                                | Número de pel·lícules |
| ---- | -------------------------------------------------- | --------------------- |
| 2002 | 12-Seguir So Digital                               | 40                    |
| 1953 | 3 Canal Stereo                                     | 51                    |
| 1953 | 4-Pista Stereo (CinemaScope)                       | 586                   |
| 1955 | 6-Pista Stereo (Todd-AO i compatibles)             | 89                    |
| 1955 | 70 mm 6-Pista                                      | 527                   |
| 1934 | Afifa Tona-Kopie                                   | 1                     |
| 1950 | Sistema de So de l'AGA                             | 7                     |
| 1909 | Animatophone                                       | 3                     |
| 2010 | Auro 11.1                                          | 115                   |
| 1928 | Aurofone                                           | 1                     |
| 2015 | AuroMax                                            | ?                     |
| 1943 | B.Un.F. Sistema de so                              | 2                     |
| 1907 | Biophone                                           | 2                     |
| 1938 | Foca blava Noiseless Enregistrament                | 1                     |
| 1929 | Bristolphone                                       | 2                     |
| 2001 | Broadway Envolta                                   | 1                     |
| 1909 | Cameraphone                                        | 1                     |
| 1921 | Cas                                                | 1                     |
| 1990 | CDS                                                | 11                    |
| 1974 | Chace Envolta                                      | 8                     |
| 1905 | Chronophone                                        | 106                   |
| 1910 | Chronomegaphone                                    | 1                     |
| 1990 | Cinema So Digital                                  | 5                     |
| 1907 | Cinematophone                                      | 53                    |
| 1904 | Cineophone                                         | 2                     |
| 1904 | Cinephone Lubin                                    | 57                    |
| 1952 | Cinerama 7-Pista                                   | 13                    |
| 1911 | Cinephonograph                                     | 1                     |
| 1949 | Cinesound                                          | 10                    |
| 1904 | Cinophone                                          | 2                     |
| 1923 | De Bosc Phonofilm                                  | 213                   |
| 2002 | Digitrac Sistema d'Àudio digital                   | 12                    |
| 1975 | Dolby Stereo                                       | 12497                 |
| 2012 | Dolby Atmos                                        | 281                   |
| 1992 | Dolby Digital                                      | 19652                 |
| 1999 | Dolby EX digital                                   | 288                   |
| 1985 | Dolby SR (Envolta)                                 | 5865                  |
| 2009 | Dolby Envolta 7.1                                  | 50                    |
| 1993 | DTS                                                | 3735                  |
| 1996 | DTS 70 mm                                          | 28                    |
| 2001 | DTS-8                                              | 2                     |
| 1999 | DTS-ES                                             | 93                    |
| 1994 | DTS-Stereo                                         | 137                   |
| 2015 | DTS:X                                              | 42                    |
| 1996 | DX Stereo                                          | 3                     |
| 1940 | Fantasound                                         | 1                     |
| 1929 | Filmtone                                           | 2                     |
| 1998 | Sistema d'Enregistrament de Gamma ple              | 5                     |
| 1920 | Gaumontphone                                       | 1                     |
| 1898 | Hollmann–Eaves                                     | 1                     |
| 1973 | IMAX 6-Pista                                       | 25                    |
| 2014 | IMAX 12-Pista                                      | ?                     |
| 1933 | Sistema d'Enginyers d'Enregistrament internacional | 2                     |
| 1992 | Iwerks Àudio digital                               | 5                     |
| 1894 | Kinetophone (Dickson)                              | 7                     |
| 1888 | Kinetophone (Edison)                               | 1                     |
| 1958 | Kinopanorama 9-Pista                               | 6                     |
| 1913 | Kinoplasticon                                      | 12                    |
| 1956 | Klangfilm Magnetocord                              | 3                     |
| 1954 | Klangfilm-Stereocord                               | 3                     |
| 1990 | LC-Concepte So Digital                             | 22                    |
| 1969 | Li-Westrex Sistema                                 | 1                     |
| 1938 | Magnaphone Occidental Elèctric                     | 3                     |
| 1962 | Magnetocord                                        | 1                     |
| 1988 | La matriu Envolta                                  | 24                    |
| 1904 | Mono                                               | 137936                |
| 1925 | Movietone                                          | 20                    |
| 1938 | Optiphone                                          | 5                     |
| 1964 | Ortiphone                                          | 1                     |
| 1907 | Oskar Messter                                      | 1                     |
| 1949 | Perspecta Stereo                                   | 58                    |
| 1933 | Phillips So                                        | 3                     |
| 1900 | Phono-Bio-Taleaux                                  | 1                     |
| 1900 | Phono-Cinema-Teatre                                | 7                     |
| 1921 | Phono-Kinema                                       | 11                    |
| 1922 | Phonofilm                                          | 248                   |
| 1921 | Photokinema                                        | 8                     |
| 1925 | Photophone (RCA)                                   | 3                     |
| 1914 | Polyscope                                          | 2                     |
| 1936 | Pulvári Sistema                                    | 5                     |
| 1970 | Quadrophonic                                       | 3                     |
| 1975 | Quintaphonic                                       | 1                     |
| 1987 | Sony So Digital dinàmic (SDDS)                     | 2005                  |
| 1977 | Sensurround                                        | 13                    |
| 1992 | Servotron Stereo                                   | 5                     |
| 1888 | Silenciós                                          | 95017                 |
| 1985 | Sonics                                             | 4                     |
| 1996 | Sonics-DDP                                         | 47                    |
| 1994 | Sonix                                              | 13                    |
| 1928 | Sonora-Bristolphone                                | 1                     |
| 1997 | So 360°                                            | 2                     |
| 1992 | So Trax Envoltar Stereo                            | 4                     |
| 1995 | Soundelux                                          | 1                     |
| 1965 | Spectra-Stereo                                     | 2                     |
| 1953 | Stereo                                             | 45374                 |
| 1978 | Super So espacial                                  | 1                     |
| 1929 | Synchrotone                                        | 2                     |
| 1939 | Sintètic                                           | 4                     |
| 1932 | Systemi Un. Shorin                                 | 2                     |
| 1940 | Système Cottet                                     | 3                     |
| 1933 | Tagephone                                          | 1                     |
| 2005 | Laboratoris de TMH 10.2 So de Canal                | 1                     |
| 1928 | Tobis (Tonbild Syndicat)                           | 80                    |
| 1922 | Tri-Ergon Sistema de so 68 mm                      | 2                     |
| 1984 | Ultra Stereo                                       | 1007                  |
| 1938 | Variray Enregistrament de Foca blava               | 3                     |
| 1935 | Visatone                                           | 3                     |
| 1980 | Vistasonic                                         | 2                     |
| 1925 | Vitagraph                                          | 3                     |
| 1926 | Vitaphone                                          | 356                   |
| 1911 | Vivaphone                                          | 1                     |
| 1921 | Occidental Elèctric                                | 20                    |
| 1925 | Westrex (Guineu & Occidental Elèctric)             | 5                     |
| 1938 | Wicmar I Foca Blava Noiseless Enregistrament       | 1                     |

## Recursos
- Llista de barreja del so Arxivat 2006-02-07 a Wayback Machine. en la Internet Movie Database
- Índex de pel·lícules de so primerenc de l'era silenciosa, de la Llista de Pel·lícula Silenciosa Progressiva per Carl Bennett
- Els orígens del Ferm "Tobis-Klang" El primer alliberament que va utilitzar aquest sistema era la pel·lícula alemanya parcialment silenciosa Melodie der Welt.